# 리처드 닉슨 차량 행렬 공격
1958년 5월 13일, 미국 부통령 리처드 닉슨의 차량 행렬이 닉슨의 남아메리카 우호 방문 중 베네수엘라 카라카스에서 폭도들의 공격을 받았다. 이 사건은 당시 "외국 땅에서 고위 미국 관료에게 저질러진 가장 폭력적인 공격"으로 묘사되었다. 그의 보좌관 몇 명이 혼란 속에서 부상을 입었지만 닉슨은 다치지 않고 무사히 미국 대사관에 도착할 수 있었다. 이 방문은 1월에 베네수엘라 독재자 마르코스 페레스 히메네스가 전복된 지 불과 몇 달 만에 이루어졌으며, 히메네스는 1954년에 훈공장을 수여받았고 나중에 미국으로부터 망명을 허가받았다. 이 사건은 베네수엘라 공산당이 조작한 것으로 알려졌다. 미 해군 제독 알레이 버크는 함대 및 해병대 병력을 이 지역으로 동원하여 베네수엘라 정부가 닉슨에게 남은 여행 동안 완전한 보호를 제공하도록 강요했다.
이 공격은 그해 선거에 출마한 베네수엘라의 모든 주요 대통령 후보들에 의해 비난받았으며, 현직 지도자 볼프강 라라스발 제독은 예외였다. 닉슨은 이 사건에 대한 그의 침착하고 능숙한 대처로 미국 언론 보도에서 일반적으로 칭찬받았고 미국으로 돌아온 후 "영웅적인 환영"을 받았다. 이 공격에 대한 그의 회고는 그의 1962년 저서에서 다루어진 "여섯 가지 위기" 중 하나를 구성한다.

## 배경
리처드 닉슨의 1958년 남아메리카 방문은 "제2차 세계 대전 이후 라틴 아메리카에서 가장 중요한 미국의 외교 정책 사건" 중 하나로 묘사되었다. 이 방문은 혼란스러운 미국 내 반구 관계 시기에 이루어졌다. 새로운 미국의 봉쇄 정책의 대전략에서 라틴 아메리카 국가들의 역할은 불분명하고 제대로 정의되지 않았다. 그러나 남아메리카 경제에 심각한 영향을 미친 최근의 세계적인 상품 가격 하락과 서반구에서 증가하는 소련의 접근은 대통령 드와이트 D. 아이젠하워가 이 지역에 대한 미국의 약속을 보여주기 위해 주요 미국 관료의 방문이 필요하다고 판단하게 만들었다. 닉슨은 회고록에서 이 여행에 관심이 없었다고 썼다.
이 방문은 닉슨이 브라질과 칠레를 제외한 남아메리카의 모든 독립국을 방문할 예정이었다. 브라질은 닉슨이 전년에 그 나라를 방문했기 때문에 일정에서 제외되었다. 한편 칠레 지도부는 닉슨의 방문 기간 동안 해외에 있을 예정이었다. 닉슨은 그의 아내인 팻 닉슨과 함께 여행했다.

### 초기 방문지

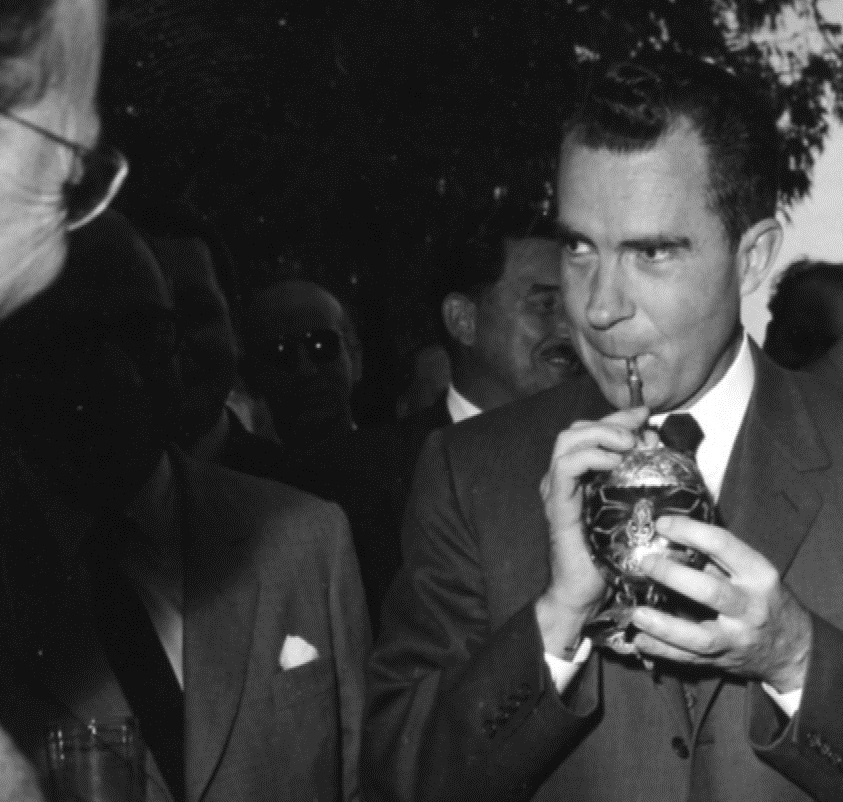
닉슨의 초기 방문은 비교적 순조로웠다. 여기에서 그는 우루과이 전 대통령 루이스 바틀레 베레스의 몬테비데오 자택에서 마테를 마시고 있다.

닉슨은 4월 28일 오전 9시에 카라스코 국제공항에 도착하여 우루과이에서 방문을 시작했다. 그곳에서 그는 우루과이 고위 관리들의 영접을 받았다. 당시 AP 보도에 따르면 닉슨의 차량 행렬이 몬테비데오로 향하는 동안 약 40명의 학생들이 길모퉁이에서 시위를 벌였다. 몬테비데오에서 닉슨은 우루과이 공화국 대학교에 예정에 없던 방문을 했고 학생들로부터 전반적으로 좋은 반응을 얻었다. 닉슨에 따르면, 그는 일반 우루과이인들이 자신에게 호의적일 것이라고 느꼈기 때문에 예고 없이 방문하기로 결정했으며, 예정된 방문은 조직적인 시위를 유발할 가능성이 있었다. 이것은 사실로 판명되었고, 공산주의자들이 도착하여 선전물을 배포하려고 하자 학생들이 유인물을 찢어버렸다.
아르헨티나 방문은 여행의 주요 경유지로 계획되었으며 다른 방문지에는 2일이 할당된 반면 아르헨티나에는 4일이 할당되었다. 부에노스아이레스에서 닉슨은 아르투로 프론디시 대통령 취임식에 참석하여 여러 학생 및 노동 단체와 대화했다.
여행 중 첫 심각한 문제는 페루 리마에서 발생했다. 닉슨의 산마르코스 국립 대학교 예정 방문에는 많은 학생 시위대가 그의 도착을 기다리고 있었다. 몇 년 후 반전 시위자들을 만나기 위해 링컨 기념관을 방문한 그의 유명한 사건을 예고하듯, 닉슨은 단 두 명의 스태프와 함께 시위대 속으로 직접 걸어 들어갔다. 다음 몇 분 동안 닉슨은 학생들과 대화했다. 그러나 두 번째 시위대 무리가 곧바로 돌을 던지기 시작했고, 닉슨의 스태프 한 명의 입을 맞추고 부통령의 목을 스치고 지나갔다. 부통령은 물러났고 나중에 학생 지도자들과의 원탁 회의는 취소되었다. 호텔로 돌아가는 길에 닉슨과 그의 스태프는 밖에 진을 치고 있던 시위대를 뚫고 가야 했고, 그 과정에서 닉슨은 얼굴을 맞았다. 아이젠하워는 다음 방문지인 에콰도르 키토에 있는 닉슨에게 전보를 보냈다.
친애하는 딕에게: 과격한 선동가들이 당신을 향해 벌인 시위에서 보여준 당신의 용기, 인내, 침착함은 우리 나라에서 당신에게 새로운 존경과 감탄을 가져다주었습니다. 저는 페루와 미국 시민 대다수가 소수의 사람들로 인해 발생한 사건을 개탄할 것이라고 확신합니다. 페루 정부가 이미 당신에게 유감을 표명했음을 만족스럽게 생각합니다. 사실, 저는 폭도에 참여한 모든 사람들이 친근한 방문객에게 기본적인 예의와 환대를 보여주지 못한 것에 대해 궁극적으로 죄책감과 당혹감을 느낄 것이라고 생각합니다. 팻에게 나의 사랑을 전하고 당신에게 따뜻한 안부를 전합니다.

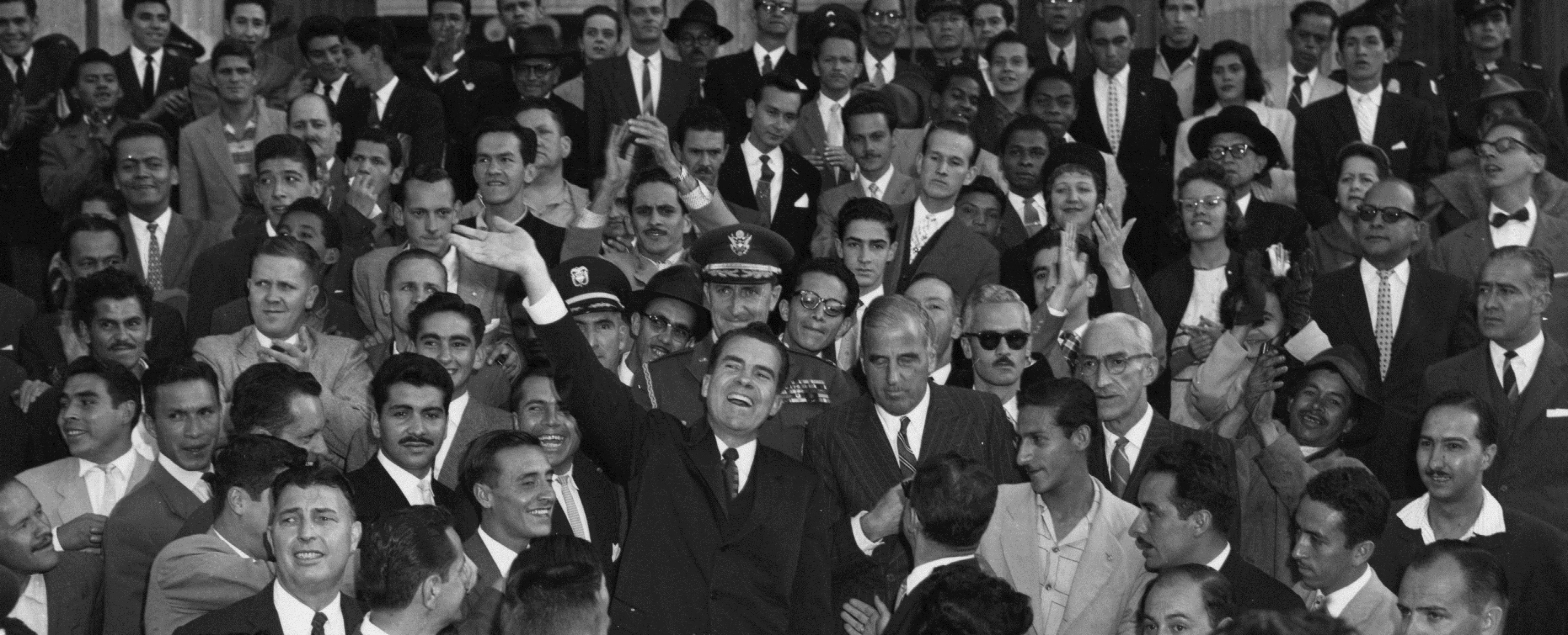
1958년 보고타에서 찍힌 닉슨은 콜롬비아 방문 동안 좋은 환영을 받았다.

베네수엘라와 콜롬비아 전 마지막 방문지에서는 대체로 호의적인 군중이 있었다. 보고타의 볼리바르 광장에서 그는 약 1,000명의 군중 앞에서 시몬 볼리바르 동상에 화환을 바쳤다. AP 보도에 따르면 청중 중 일부 야유하는 사람들이 있었지만 "약 80명의 젊은이들"에 불과했으며 "일반적으로 ... 콜롬비아 군중은 친근하거나 열정적이었다"고 언급했다.

## 베네수엘라 방문

### 배경
1958년 초, 싫증 나는 베네수엘라 독재자 마르코스 페레스 히메네스는 대중 봉기로 전복되어 미국으로 망명했다. 군사 정권은 새로운 선거가 열릴 때까지 나라를 통치하기 위한 과도정부를 구성했다. 통치 정권의 수장인 볼프강 라라스발 제독은 그 선거에 출마할 의사를 발표했다. 그의 후보는 베네수엘라 공산당을 포함한 여러 당의 연합에 의해 지지받았다. 미국이 1954년 11월 12일에 페레스 히메네스에게 훈공장을 수여하고 그를 전복시킨 후 망명을 허가하기로 한 미국의 결정은 닉슨의 도착에 앞서 긴장된 분위기를 조성했다. 카라카스 시의회는 닉슨을 페르소나 논 그라타로 효과적으로 선언하는 결의안까지 통과시켰다. 닉슨이 카라카스에 도착하기 전에 언론은 부통령의 방문 중 암살 시도가 계획되었다는 소문을 보도했다. 베네수엘라의 CIA 지부장, 미국 대사, 대사관 직원 모두 닉슨의 방문에 반대했다.
정부 공직에서 은퇴한 후 진행된 인터뷰에서 당시 베네수엘라 주재 미국 대사관의 공보관이었던 로버트 아머슨은 베네수엘라 방문을 방해한 시위자들이 "전문 선동가와 조직원들에 의해 버스로 실려왔다"고 말했으며, 이들은 베네수엘라 공산당과 연관되어 있었다. 이 견해는 당시 미주담당 차관보 대행이었던 윌리엄 P. 스노가 발표한 보고서에서도 되풀이되었다. 그는 "모든 경우에 조직 및 구호의 패턴이 공산주의의 영감과 지시를 가리키며, 일부 정보 보고서도 그러하다"고 썼다. 닉슨 자신도 공산주의의 선동을 비난했다. 당시 유니버설 뉴스릴은 이를 "잘 계획된 괴롭힘 캠페인의 또 다른 사례"이자 "공산주의가 촉발한 맹공격"으로 묘사했다. 베네수엘라 자유주의 언론인 카를로스 랑헬은 "닉슨 카니발"이 베네수엘라 공산당에 의해 "거리를 지배할 수 있다는 것, 카라카스 대중이 동원될 준비가 되어 있다는 것"을 보여주는 방식으로 조직되었다고 밝혔다.

### 도착
닉슨은 1958년 5월 13일 항공편으로 카라카스에 도착했다. 사건에 대한 미 비밀경호국의 보고서에 따르면, 공항의 시위대 군중은 "고의적으로... 환영식을 방해했으며, 고함을 지르고, 휘파람을 불고, 모욕적인 플래카드를 흔들고, 돌을 던지고, 닉슨 부부를 인간의 침과 씹는 담배로 샤워시켰다." 라이프의 도널드 윌슨은 자신의 잡지에 "그들은 닉슨이 비행기에서 내리는 순간부터 그를 잡으려고 했다"고 말했다. 뉴욕 헤럴드 트리뷴의 얼 마조는 "베네수엘라 군대와 경찰은 사라진 것 같았다. 부통령과 모든 공식 일행은 얇지만 튼튼한 미 비밀경호국 요원들의 방벽 뒤에서 문자 그대로 자동차까지 싸워야 했다"고 썼다. 원래 일정에 따르면 닉슨은 공항에서 베네수엘라 국립 판테온으로 이동하여 시몬 볼리바르의 묘에 화환을 바칠 예정이었다. 그러나 화환을 가지고 먼저 간 미국 해군 무관은 판테온에 모인 군중이 그를 공격하고 화환을 찢어버렸다고 보고했다. 이 시점에서 미국 대사관으로 바로 진행하기로 결정했다.

### 공격
남아메리카 방문 중 처음으로 닉슨 부부는 컨버터블이 아닌 폐쇄형 차량으로 이동했으며, 이는 나중에 그들의 목숨을 구한 결정으로 평가받았다.
닉슨 부부가 카라카스를 차량 행렬로 이동할 때, 부통령이 탄 차량은 심한 교통 체증으로 인해 느리게 움직였다. 라이프 (잡지)의 윌슨은 수백 명의 군중이 "그들의 목표물을 향해 달려가 닉슨의 차를 에워쌌다"고 썼으며, 돌을 던지고 주먹으로 창문을 때렸다고 한다. 닉슨은 12명의 미국 비밀경호국 요원들의 보호를 받았으며, 그들 중 일부는 혼란 속에서 부상을 입었다. 기자 브루스 헨더슨과 다른 미국인들도 근처에 있었다. 그는 "나는 미국인이었고, 내 눈앞에서 미국 부통령이 죽도록 맞을 위기에 처해 있었다"고 썼다. 비밀경호국에 따르면, 베네수엘라 경찰은 군중을 해산시키기 위해 개입하기를 거부했다. 폭도들이 차량을 뒤집으려 앞뒤로 흔들기 시작하자, 미국 비밀경호국 요원들은 부통령의 생명이 위태롭다고 판단하여 총기를 꺼내 군중에게 발포할 준비를 했다. 역사가 릭 펄스타인이 "전투 사령관이 훈장을 받는 종류의 침착함"이라고 묘사한 행동으로, 닉슨은 비밀경호국 책임자인 잭 셔우드에게 발포를 보류하고 자신의 명령에만 발포하라고 명령했다. 결국 발포는 없었다.
닉슨은 나중에 자신과 함께 여행하던 베네수엘라 외무장관 오스카르 가르시아 벨루티니가 "거의 히스테리 상태"였고 "이것은 끔찍해, 끔찍해"라고 계속 반복했다고 회고했다. 닉슨에 따르면, 벨루티니는 경찰의 무대응이 공산주의자들이 "페레스 히메네스를 전복시키는 것을 도왔고, 우리는 그들과 협력할 방법을 찾고 있다"는 이유 때문이라고 설명했다. 닉슨의 오랜 비서인 로즈 메리 우즈는 닉슨을 따라가던 차량의 창문이 깨지면서 튀어 오른 유리 파편에 부상을 입었다. 당시 닉슨의 통역관으로 일하던 중급 미 육군 장교 버넌 월터스는 "입안 가득 유리 파편"이 박혔고, 벨루티니 또한 리무진의 "방탄" 유리 파편에 맞았다.

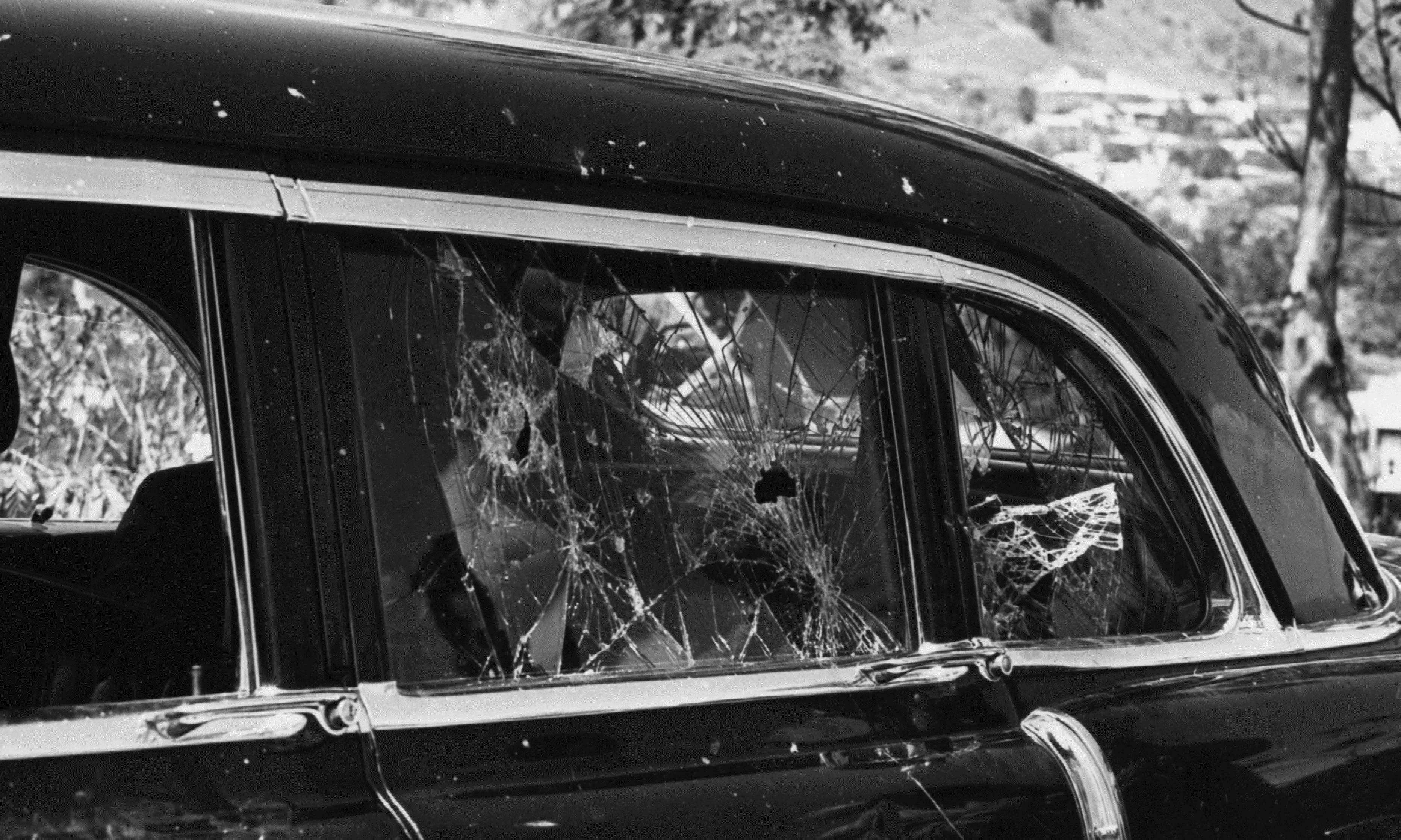
닉슨의 차량. 방탄유리가 장착되었음에도 불구하고 군중으로부터 받은 맹공격을 겨우 견뎌냈다.

닉슨의 차량이 폭도로부터 탈출하여 대사관으로 계속 갈 수 있었던 방법에 대한 두 가지 다른 설명이 있다. 한 가지 버전에 따르면, 차량 행렬을 따라가던 미국 언론의 평판트럭이 군중 사이를 헤치고 나가는 데 사용되었다. 닉슨의 회고록에 따르면, AP (통신사) 사진작가 행크 그리핀은 한때 트럭에 오르려는 시위자를 막기 위해 카메라를 사용해야 했다. 두 번째 설명에 따르면, 베네수엘라 육군 병사들이 도착하여 교통 체증을 해결하고, 그 후 총검으로 폭도를 밀어내 닉슨의 차량이 지나갈 수 있도록 했다. 라이프지는 경찰이 차량의 통행로를 열었다고 썼다. 이 사건은 시작된 지 12분 만에 끝났다.

### 대사관
닉슨 부부가 대사관에 도착한 직후, 베네수엘라 군대가 대사관을 에워싸고 요새화하여 소규모 미국 해병 경비 병력을 보강했다. 그들의 지원은 이전에 미국 대사관의 요청으로 이루어진 것이었다. 그날 오후, 집권 군사 정권의 구성원들이 대사관에 도착하여 닉슨과 오찬을 함께 했다. 다음 날 아침, 베네수엘라 주요 노동조합 대표들이 대사관에 와서 닉슨과의 면담을 요청했고, 이는 허락되었다. 노동조합 지도자들은 전날의 사건에 대해 사과하고 연관성을 부인했지만, 당시 대사관에 소속되어 있던 미국 공군 장교 마누엘 차베스는 2015년에 "그들이 아마 선동자였거나 적어도 그 행동을 부추겼을 것"이라고 썼다.

### 미국의 동원
사건을 알게 된 해군작전부장 알레이 버크 제독은 제2해병사단과 제101공수사단의 일부 병력을 푸에르토리코와 쿠바 관타나모만의 집결지로 공수하라고 명령했다. 항공모함 USS 타라와와 8척의 구축함, 2척의 강습상륙함은 베네수엘라를 향해 출항하라는 명령을 받았다. 미국의 동원 작전명은 "가난한 리처드"였다.틀:Disputed-inline

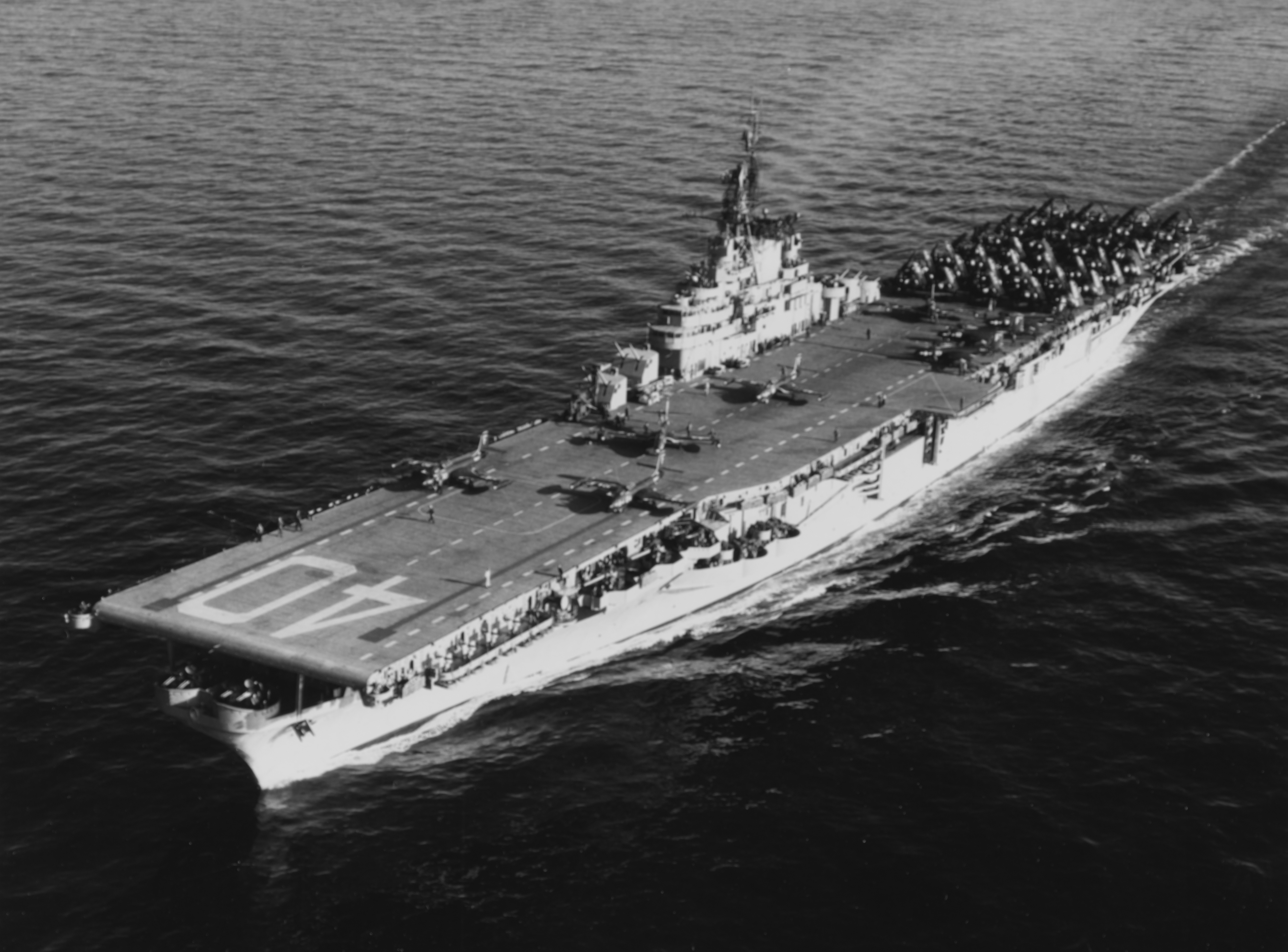
1952년에 찍힌 를 중심으로 한 12척의 함대가 닉슨 공격 소식이 워싱턴에 전해지자 베네수엘라로 향하는 명령을 받았다.

당시 미국 관리들에 따르면, 동원된 병력은 "베네수엘라 정부와 협력"하기 위해 베네수엘라에 진입할 준비를 하고 있었다고 한다. 하지만 나중에 나온 기록들은 아이젠하워 대통령이 닉슨이 더 이상 모욕을 당하지 않도록 "베네수엘라를 침공할" 준비를 하고 있었다고 시사한다. 사적으로 아이젠하워는 닉슨에 대한 공격에 격분했다고 전해지며, 한때 참모들에게 "나는 내 제복을 입을 준비가 되었다"고 말했다고 한다.
닉슨은 동원 소식을 듣고 왜 자신들에게 상의하지 않았는지 의아해했지만, 나중에 그날 오후 폭동 직후 카라카스와 워싱턴 간의 통신이 중요한 기간 동안 단절되었다는 사실을 알게 되었다.
미군 병력의 지역 이동에 대응하여 라라스발 제독은 닉슨 일행이 그 이후로 "완전히 보호될 것"이라고 약속했다.

### 미국 귀환
추가 활동은 취소되었고, 닉슨은 다음 날 아침 7시간 일찍 카라카스를 떠났다. 공항까지의 그의 차량 행렬은 수도에 대규모로 배치된 베네수엘라 육군 보병과 기갑 병력의 보호를 받았다. 닉슨은 이전과 같은 길을 택했다고 묘사했는데, 그 거리는 비어 있었고 전체 지역이 최루제로 소탕된 후 심하게 순찰되었다.

#### 미국의 반응
닉슨 부부는 워싱턴으로 돌아가기 전에 푸에르토리코에 들렀다. 아이젠하워는 닉슨이 귀국 시 "영웅적인 환영"을 받아야 한다고 명령했다. 워싱턴의 모든 미국 정부 직원들은 부통령의 도착을 위해 휴가를 받았다. 닉슨은 의회 지도부와 대부분의 라틴 아메리카 국가 대사들을 포함한 "10,000명의 환영 군중" 앞에서 비행기에서 내렸다. 아이젠하워는 공항에서 닉슨을 직접 맞이했고, 두 사람은 100,000명의 사람들이 늘어선 길을 따라 백악관으로 향했다.
라이프지는 닉슨의 "용기"를 칭찬하며 "그의 침착함은 놀라웠다"고 말했다. 파테 뉴스에 따르면 닉슨은 "염려보다는 침착함"을 보였다. 공격 이후 몇 주 동안 닉슨은 "가는 곳마다 ... 그의 삶에서 새로운 최고점"인 기립 박수를 받았다. 라이프지는 이 여행이 "1960년에 대통령에 출마할 가능성이 가장 높은 남자의 국내 위상을 엄청나게 높였다"고 추측했지만, 뉴 리퍼블릭은 이 공격이 닉슨의 선거 성공을 돕기 위해 조작된 속임수라고 주장했다.
닉슨의 요청에 따라 닉슨의 비밀경호국 경호원 12명 전원이 아이젠하워로부터 탁월한 민간인 공로 훈장을 받았다.

#### 베네수엘라의 반응

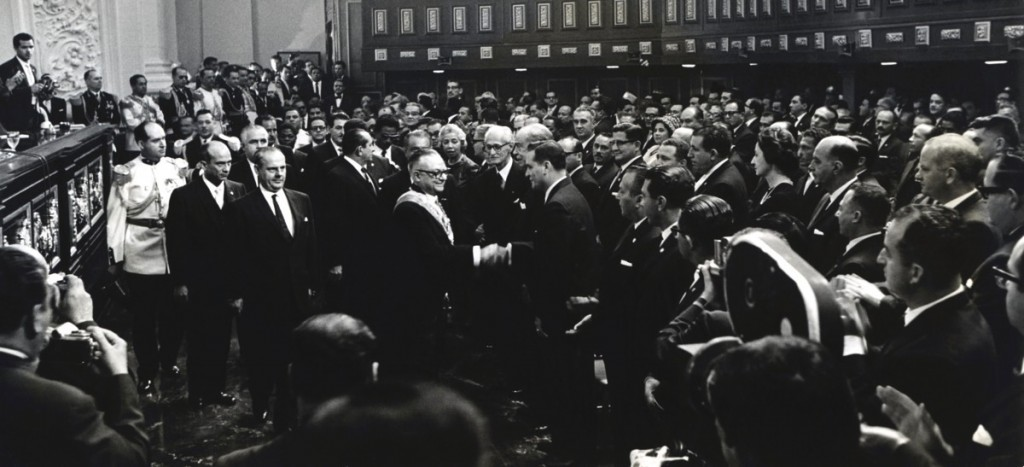
로물로 베탕쿠르가 국회에서 선서 후 라라스발과 인사한다.

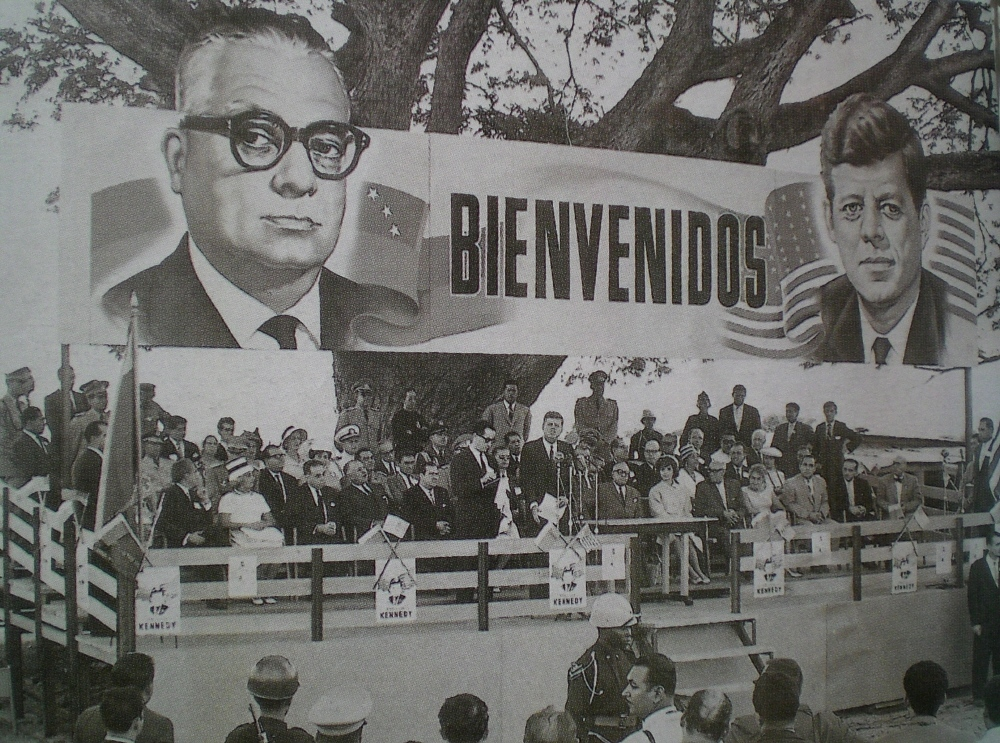
존 F. 케네디의 베네수엘라 방문, 로물로 베탕쿠르와 함께

베네수엘라에서는 1958년 총선에 출마한 모든 주요 대통령 후보들이 현직 대통령인 라라스발 제독을 제외하고 공격을 비난했다. 닉슨이 떠난 후 라라스발은 자신이 학생이었다면 시위에 참여했을 것이라고 말했다. 공산주의자들의 강력한 지지를 받았음에도 불구하고 라라스발은 선거에서 로물로 베탕쿠르에게 패배했다.
1961년 미국 대통령 존 F. 케네디의 베네수엘라 방문 중에도 반미 폭력이 발생했지만, 1958년 공격의 재발은 피할 수 있었다. 베탕쿠르 대통령은 케네디 도착에 앞서 카라카스에 상당한 베네수엘라 군사력을 미리 배치했고, 의심되는 주동자들을 예방적으로 체포하도록 명령했다. 케네디가 공항에서 이동할 예정이었던 고속도로 16 킬로미터 (9.9 mi) 전체 구간(닉슨이 이동했던 같은 고속도로)은 케네디 도착 전날부터 폐쇄되었다.

## 의미

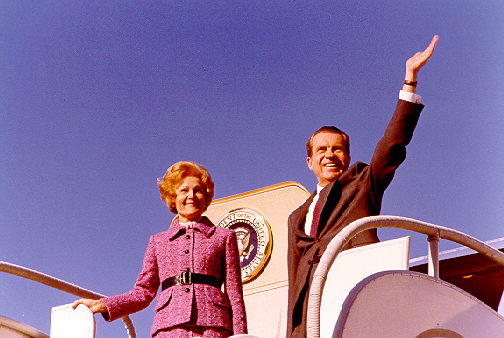
공격 14년 후의 닉슨. 카라카스에서의 경험은 그에게 깊은 영향을 주었다.

파테 뉴스는 이 공격을 "외국 땅에서 고위 미국 관리에게 저질러진 가장 폭력적인 공격"이라고 묘사했다. 당시 및 이후의 자료들은 이 공격이 닉슨의 죽음으로 이어질 뻔했다고 묘사했으며, 그가 놀라운 침착성을 보였다는 데 일반적으로 동의하지만, 이 사건은 그에게 지속적인 영향을 미쳤다. 그의 첫 저서인 Six Crises에서 닉슨은 이 경험을 자신의 삶에 큰 영향을 미친 표제어 위기 중 하나로 기술했다.
매년 공격 기념일마다 닉슨은 버넌 월터스와 "사적으로 축하"하곤 했다. 닉슨은 자신의 경력 내내 월터스를 편애했으며, 결국 그를 중앙정보국 부국장으로 임명했다. 1991년 월터스가 공직에서 은퇴하기 전, 닉슨은 월터스에 대한 오랜 후원을 설명하며 "당신과 나는 함께 죽음을 마주했으며, 그것이 우리에게 특별한 유대감을 주었다"고 편지를 썼다.
닉슨의 라틴 아메리카에 대한 태도 경화는 그가 라틴 아메리카를 "폭력과 비합리성"과 동일시하게 된 경험에 기인한다. 일부는 이러한 분위기 변화가 이후 이 지역의 독재 정권을 지원하기 위한 은밀한 미국 행동에 대한 그의 지지를 예고했다고 믿는다. 실제로 그는 나중에 사적으로 프랑스, 이탈리아 및 "콜롬비아를 제외한" 모든 라틴 아메리카를 포함하여 일부 국가의 국민들이 민주주의 정부에는 너무 미숙하여 권위주의 정권에 의해 더 잘 통치될 것이라고 믿는 목록을 작성했다.
이 사건은 미국 정책 입안자들이 라틴 아메리카에서 미국 정책에 대한 대중의 불만이 커지고 있음을 처음으로 인식하게 만든 것으로 평가된다. 1958년 말까지 미국 국가안전보장회의는 "양키포비아"를 라틴 아메리카에서 미국 이익에 대한 주요 도전 과제로 명시했다.

## 문학에서
리처드 닉슨 차량 행렬 공격은 폴 오스터의 소설 4 3 2 1 (소설)에서 광범위하게 언급된다. 1958년의 초등학생 주인공은 이 사건에 대해 듣고 정치적으로 급진적인 삼촌과 대화한다. 그 후 그는 학교 신문에 "카라카스에서의 충돌(Fracas in Caracas)"이라는 제목의 기사를 쓰는데, 여기서 그는 닉슨에 대한 공격이 라틴 아메리카인들이 미국에 의한 지배와 착취에 대한 분노로 인해 발생했다고 진술한다. 이로 인해 그는 "젊은 공산주의 선동가"라고 비난하는 분노한 교장에게 거의 퇴학당할 뻔한다.

## 같이 보기
- 에바 페론의 "레인보우 투어"
- 베네수엘라의 역사 (1948년~1958년)

## 내용주
1. ↑  수리남과 가이아나는 당시 독립국이 아니었다.
2. ↑  아머슨은 나중에 뉴욕 타임스에 편지를 써서 "카라카스가 그에게 지역적 조건이 주로 반미 감정을 유발했으므로 국제 공산주의가 실제로 단일하지 않을 수도 있음을 극적으로 보여주었는지" 의문을 제기하며, "이것이 중국과 소련의 공산주의 지도자들과 직접 거래하기로 한 그의 대통령 결정에 영향을 미쳤을 수도 있다"고 썼다.[16]
3. ↑  드루 피어슨은 간접적인 정보에 근거하여 닉슨이 언론 차량을 자신의 차량보다 앞서 운전하도록 개인적으로 주장했다고 언급했다. 더 큰 차량은 시속 25마일(약 40km/h)밖에 낼 수 없었고, 이로 인해 전체 차량 행렬이 느려져 폭도들이 차량을 멈출 수 있었다.[22]
4. ↑  차베스는 데니스 차베스 상원 의원의 친척이었다.[14]